# Ivan Martinović
Ivan Martinović (Viena, 6 de enero de 1998) es un jugador de balonmano croata que juega de lateral derecho en el Rhein-Neckar Löwen de la Bundesliga. Es internacional con la selección de balonmano de Croacia.
Con la selección comenzó a destacar en el Campeonato Mundial de Balonmano Masculino Junior de 2019, donde su selección obtuvo la medalla de plata, y Martinović fue nombrado mejor jugador del torneo.

## Palmarés

### Selección nacional
| Campeonato Mundial | Campeonato Mundial           | Campeonato Mundial | Campeonato Mundial |
| Año                | Lugar                        | Medalla            |                    |
| ------------------ | ---------------------------- | ------------------ | ------------------ |
| 2025               | Croacia, Dinamarca y Noruega | Medalla de plata   |                    |

### Fivers Margareten
- Liga de Austria de balonmano (2): 2016, 2018
- Copa de Austria de balonmano (2): 2016, 2017

### Consideraciones individuales
- MVP del Campeonato Mundial de Balonmano Masculino Junior de 2019[3]
- Mejor lateral derecho del Campeonato Mundial de Balonmano Masculino de 2025[4]

## Clubes
| Club                  | País     | Año         |
| --------------------- | -------- | ----------- |
| HB Fivers Margareten  | Austria  | 2015 - 2018 |
| VfL Gummersbach       | Alemania | 2018 - 2019 |
| TSV Hannover-Burgdorf | Alemania | 2019 - 2022 |
| MT Melsungen          | Alemania | 2022 - 2024 |
| Rhein-Neckar Löwen    | Alemania | 2024 - Act. |